# Richard Girnt Butler
Richard Girnt Butler (Colorado, 23 de febrero de 1918 - Hayden (Idaho), 8 de septiembre de 2004) fue un ingeniero aeroespacial de la compañía aeronáutica Lockheed Martin
que posteriormente se convertiría en un líder supremacista blanco y fundador de la organización religiosa de supremacistas blancos Naciones Arias.
El pastor Butler estaba relacionado con la Iglesia de Jesucristo Cristiano (Church of Jesus Christ–Christian en inglés) y formaba parte del movimiento de la identidad cristiana. Butler era un ferviente admirador del Führer del Tercer Reich, Adolf Hitler. Butler fue uno de los más importantes activistas neonazis de los Estados Unidos de América.

## Activismo ideológico
Richard Butler ha sido uno de los dirigentes más antiguos del supremacismo blanco; sus fundamentos ideológicos se centraron en el supremacismo blanco aunado con el israelismo británico. Su activismo ideológico lo llevó a justificar los actos de violencia contra los que consideraba "enemigos del cristianismo". Su organización, Naciones Arias, es responsable de distintos ataques contra homosexuales, judíos, el Gobierno de los Estados Unidos e incluso las clínicas que practican abortos. El objetivo final de esta organización era la instauración de una teocracia cristiana dirigida por una minoría blanca, y la destrucción física de todo aquel que fuera considerado responsable de "depravar la humanidad".[cita requerida]